# Samer el Nahhal
Samer el Nahhal (* 11. července 1975 Espoo, Finsko) je v pořadí již čtvrtý baskytarista ve finské hard rockové/heavy metalové skupině Lordi. Vystupuje pod přezdívkou Ox (v překladu do češtiny vůl)
Ox je po Otusovi nejnovější člen kapely. I když oficiálně vstoupil do kapely ve stejný čas jako Awa a to je v roce 2005, na koncertech začal hrát (na rozdíl od Awy) až v roce 2006. Tento jeden rok většinou trávil s Kalmou a učil se hrát na basovou kytaru dosavadní písně skupiny Lordi. Díky těmto setkáním se staly z Oxe a Kalmy velcí přátelé.
Ještě před vstoupením do skupiny Lordi se Ox přátelil s Kitou, který ho přivedl do skupiny.
Svoji premiéru na koncertu si Ox odbyl ve Finské Eurovision. Před tímto vystoupením se fanoušci rozdělili na dva tábory. První se těšil na první vystoupení Oxe a neměl o něm žádné pochybnosti. Druhá skupina si naopak myslela že není dobré před něčím tak důležitým měnit baskytaristu, měla obavy a Oxovi příliš nevěřila. Jak Ox, tak celá skupina Lordi svoje první vystoupení zvládla a nakonec celou Eurovision 2006 vyhrála. Možná že i díky této výhře si fanoušci Oxe tak rychle oblíbili.
Jako každý člen skupiny Lordi i Ox vystupuje v masce. Motiv této masky je stále stejný, i když si ji Ox v roce 2008 a 2010 pozměnil. Jeho maska má motiv Pekelného býka.
Většina fanoušků skupiny si myslí, že Ox nahrál alba The Arockalypse, Deadache, Zombilation a Babez for Breakfast. Ve skutečnosti Ox The Arockalypse nenahrál. I když je zapsaný jako autor a je na přední straně, na druhé straně bookletu je napsáno, že všechny basové výstupy hraje Kalma.
V roce 2019 kapela na svém instagramu oznámila, že Ox z kapely odchází.